# Jacob Breuls

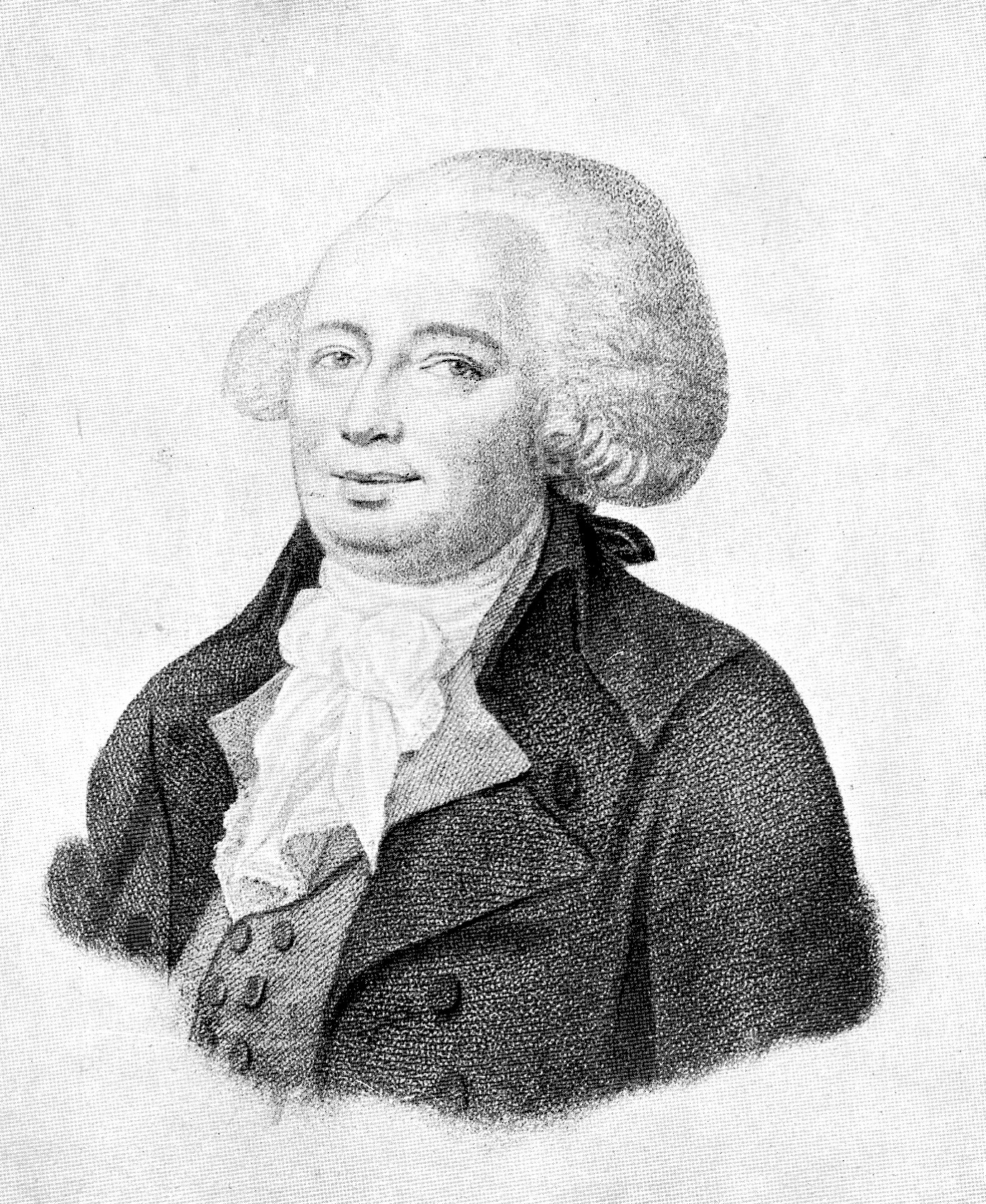
Dr. Jacob Breuls, posthume Lithographie

Jacob Breuls (* 7. September 1749 in Eupen; † 21. August 1803 in Bremen) war ein Jurist sowie Bremer Ratsherr und Bremer Bürgermeister.

## Biografie
Breuls war der Sohn des Jakob Breuls († 1785), einem gebürtigen Bremer Tuchhändler und Fabrikanten, der zeitweise in Aachen wohnte und nach Eupen in die benachbarten Österreichischen Niederlande zog und der Fabrikantentochter Martha Blankaert. Er war mit der Senatorentochter Metta Dwerhagen verheiratet, beide hatten elf Kinder. 
Nach dem Abitur studierte er ab 1768 Rechtswissenschaften an der Universität Göttingen. Er wurde 1773 zum Doktor beider Rechte promoviert.
1776 wurde er Ratsherr im Bremer Rat. In der Katharinenstraße 13 entstand im selben Jahr für ihn ein zehn Meter breites Haus mit einer Rokokofassade. Vom 11. April 1798 bis zum 16. September 1808 war er als Nachfolger von Gerhard von dem Busch Bremer Bürgermeister; sein Nachfolger im Amt war Heinrich Lampe. Breuls schied mit seinem Tod aus dem Amt.
Adolph Knigge widmete seinem „vieljährigen Freund Doctor und Senator Breuls in Bremen in herzlichster Hochachtung“ seinen 1792 erschienenen comischen Roman Die Reise nach Braunschweig.